# Riedelomyia niveiapicalis
Riedelomyia niveiapicalis är en tvåvingeart som först beskrevs av Enrico Adelelmo Brunetti 1918.  Riedelomyia niveiapicalis ingår i släktet Riedelomyia och familjen småharkrankar. Inga underarter finns listade i Catalogue of Life.